# Tourist Trophy : La Course de l'extrême
Pour plus de détails, voir Fiche technique et Distribution.
Tourist Trophy : La Course de l'extrême (TT3D: Closer to the Edge) est un film documentaire anglais de 2011, retraçant la course du Tourist Trophy de l'île de Man de 2010, réalisé par Richard de Aragues. Le film est narré par Jared Leto et suit la préparation et la course de deux pilotes, Guy Martin et Ian Hutchinson.
Filmé en 3 dimensions, il présente l'implication et les risques acceptés par les pilotes pour devenir le « Roi de la montagne ». Sorti en 2011, le film est un succès commercial rapportant plus de 2 millions de dollars, devenant le septième meilleur film documentaire au Royaume-Uni.

## Synopsis
Le film explore l'édition de 2010 en documentant chaque course et ses résultats. Elles se déroulent sur 60 km de routes publiques à travers l'Île de Man, longées par des milliers de spectateurs venus du monde entier. Utilisant la technologie 3D, Tourist Trophy: la course de l'extrême capture l'édition 2010 et tente de montrer ce qui motive les pilotes.
Le film suit différents pilotes, principalement Guy Martin, John McGuinness, Conor Cummins, et Ian Hutchinson. McGuinness est le pilote de TT encore en vie ayant eu le plus de succès, gagnant le TT 15 fois. En 2009, Hutchinson gagne le TT deux fois en un jour avec un record du tour.
Le film révèle comment, pendant plus de 100 ans, les pilotes sont venus courir. Le narrateur suggère que le TT a toujours demandé une implication bien plus importante que pour toute autre course, et ce bien que 200 personnes soient mortes depuis sa création.
La deuxième moitié du film présente Bridget Dobbs, mère de deux enfants et veuve de Paul Dobbs ("Dobsy"), mort dans la course de 2010. Elle comprend et accepte que son mari, comme beaucoup d'autres, ait perdu la vie en faisant ce qu'il aimait le plus. Malgré des blessures presque fatales, le film montre pourquoi ceux qui survivent à un accident veulent tous recommencer.

## Fiche technique
- Titre original : TT3D: Closer to the Edge
- Titre français : Tourist Trophy: la course de l'extrême
- Réalisation : Richard De Aragues
- Photographie :
- Son :
- Montage :
- Musique :
- Production : Steve Christian, Marc Samuelson
- Société(s) de production : CinemaNX
- Société(s) de distribution : CinemaNX
- Budget :
- Pays d'origine :  Royaume-Uni
- Langue originale : anglais
- Format :
- Genre : documentaire
- Durée : 104 minutes
- Dates de sortie :
  -  Royaume-Uni :
  -  France : novembre 2013 en DVD

## Production
Réalisé par Richard De Aragues, réalisateur de publicités et de courses motorisées, le film mélange images d'archives, 3D et outils de capture en haute définition. Le réalisateur explique : « Le TT a déjà été filmé auparavant, cependant, pas depuis que des outils existent pour rendre justice à ceux qui courent sur les 60 km qui font la légende de la "Montagne circuit". »
Tourist Trophy: la course de l'extrême est produit par CinemaNX, société de production et de distribution appuyée par le gouvernement de l'île de Man. Le documentaire est filmé sur l'Île de Man, en Irlande du Nord, en Angleterre et à Los Angeles. En mars 2011, Jared Leto est annoncé pour narrer le film.

## Réception critique
Tourist Trophy: la course de l'extrême a été universellement salué par la critique, avec un consensus de 100 % à sa sortie sur Rotten Tomatoes en février 2012. Peter Bradshaw du journal The Guardian donne au film 4 étoiles sur 5 et déclare que « c'est une saturnalia d'excitation, saturée de frissons et un sens du danger qui le rend presque spirituel. » Catherine Bray, écrivant pour Film4, note également le film 4 sur 5, et l'appelle « un frissonnant, amusant et bouleversant drame humain pour presque tout le monde, pas uniquement les motards. » Graham Young du Birmingham Post loue le film et écrit : « avec une histoire offrant un destin pour chaque virage et plus de cinq par mile, vous aurez des hauts-le-cœur en regardant les cascades du pilote Guy Martin aller dans l'enfer du cuir à la recherche de son rêve de ne gagner qu'une course. » Philip De Semlyen du magazine Empire donne au film 4 étoiles sur 5 et déclare que le TT de l'île de Man est du Cinéma pur. Philip French de The Observer donne un avis positif au film et écrit : « la vitesse dans des rues publiques si étroites et venteuses font dresser les cheveux et sont superbement photographiées, les crashes spectaculaires et les pilotes plus appréciables que n'importe qui du monde de la Formule 1. » Matthew Turner, écrivant pour View London, loue le film et déclare : « une réalisation impressionnante et magnifiquement capturée, c'est un superbe documentaire tour à tour frissonnant, touchant, impressionnant et hilarant. » Anthony Quinn de The Independent donne au film 5 étoiles sur 5 et écrit que « De Aragues ne perd jamais de vue les grandes prises de risques du sport, où une défaillance mécanique ou une petite erreur de jugement peut faire la différence entre la vie et la mort. »
Le film sort en France en DVD le 6 novembre 2013. Le site AlloCiné le note 3,9 sur 5 pour 27 critiques de spectateurs. Yannick Leverd de Moto Magazine écrit qu'« il est impossible de ne pas être admiratif devant ces pilotes qui, vainquant le péril, triomphent sans rechercher la gloire. »

## Nomination
- The British Independant Film Award 2011 : Prix du meilleur documentaire